# Микер, Мэриджейн
Мэриджейн Микер (англ. Marijane Meaker; 27 мая 1927 — 21 ноября 2022) — американская писательница, которой вместе с Тереской Торрес приписывают создание жанра криминального чтива о лесбиянках в 1950-х годах .

## Биография
Мэриджейн Микер родилась в 1927 году в семье производителя майонеза. У неё есть два брата. В 1949 году окончила Миссурийский университет.

## Карьера
Под именем Вин Пакер она написала ряд детективных и криминальных романов, в том числе «Весенний огонь», следовавший всем законам лесбийского бульварного романа. Как Энн Олдрич Микер создавала научно-популярные книги о лесбиянках, а под псевдонимом М. Э. Керр — писала беллетристику для молодёжи. Наконец, скрываясь под именем Мэри Джеймс, она писала книги для детей младшего возраста.

## Признание
Микер получила множество наград, в том числе пожизненную награду Американской библиотечной ассоциации за литературу для молодёжи Margaret Edwards Award. Книжное обозрение The New York Times назвало её «одним из великих мастеров юношеской литературы». Литературное общество «Золотая корона» ежегодно присуждает премию «Первопроходец» одному автору за новаторские работы в области лесбийской литературы. Микер выиграла награду в 2013 году и присоединилась к тем звёздам лесбийской литературы, как Энн Бэннон, Сара Олдридж, Джейн Рул, Эллен Харт и многие другие.

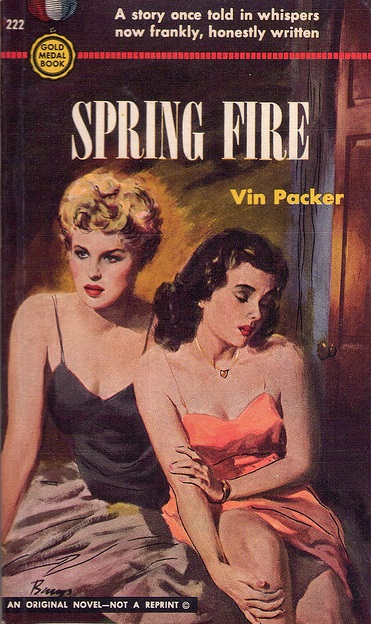
Оригинальная обложка романа «Весенний огонь»

## Личная жизнь
Микер признавалась, что в молодости встречалась с мужчинами, потому что от неё этого ждали. Она сказала, что оправдала ожидания своей семьи и друзей, несмотря на то, что знала, что она лесбиянка: «Я справилась с этим, играя в игру: свидания, постоянные отношения с военнослужащим, который мне очень нравился, но не как партнёр, и в целом справлялась».
У Микер были романтические отношения с писательницей Патрицией Хайсмит в течение двух лет. Она написала об этих отношениях в документальных мемуарах 2003 года.
С 2006 год Микер жила в Ист-Хамптоне, штат Нью-Йорк.